# 饒禮
饒禮，江西饒州南城人，監生，明朝政治人物。
曾歷任四川承宣布政使司監察御史、浙江承宣布政使司布政司左參政、河南等處承宣布政使司左布政使等职务。正統十三年（1448年）六月，以年老请求退休，并得到了明英宗的同意。